# B*Witched
Le B*Witched sono un gruppo pop femminile irlandese.

## Storia
Formatesi nel 1997, un anno dopo, il 25 maggio 1998, esce il loro primo singolo, C'est la Vie, ed è immediatamente un grande successo: il singolo arriva al primo posto in Inghilterra, e le B*Witched diventano la più giovane band a centrare questo obiettivo. Il successo è uguale anche nel resto d'Europa: il singolo è in testa alle classifiche. Vista l'enorme popolarità, il cd singolo esce anche negli USA raggiungendo la nona posizione. Il 28 settembre 1998 le B*Witched pubblicano il secondo singolo, Rollercoaster: la conferma del successo. Il singolo rimane al primo posto in Inghilterra per due settimane consecutive e raggiunge il 5º posto nella classifica di vendite europee: sarà il maggior successo della band irlandese. Il 3 novembre 1998 esce in Europa (il 16 marzo 1999 negli USA) il primo album B*Witched: venderà circa 2 milioni di copie. Dallo stesso album verranno estratti altri due singoli, To You i Belong e Blame It On The Weatherman, entrambi primi in UK: con questo risultato le B*Witched saranno la più giovane band (e anche irlandese) ad aver avuto 4 singoli al primo posto, uguagliando le Spice Girls. Il 18 ottobre 1999 le B*Witched pubblicano il loro secondo album, Awake and Breathe anticipato dal singolo Jesse Hold On: sia singolo che album non avranno un grande successo (rispettivamente 4° e 5° nella classifica inglese).
Seguono altri due singoli, I Shall Be There e Jump Down ma passeranno quasi inascoltati. Nel 2000 pubblicano il singolo Mickey che fa parte della colonna sonora del film Ragazze nel pallone, mentre nel 2001 pubblicano il singolo Hold On per la colonna sonora del film The Princess Diaries: sembrava che tutto fosse pronto per il terzo album quando Sinead O'Carrol lascia la band e in poco tempo il gruppo si scioglie anche se secondo le dichiarazioni di Lindsay Armaou le componenti sono rimaste in ottimi rapporti. In conclusione le B*Witched hanno venduto 3 milioni di album e 2 milioni di singoli in tutto il mondo. Una curiosità: Edele e Keavy Lynch sono sorelle gemelle, ed a loro volta sorelle di Shane Lynch, componente della band irlandese dei Boyzone.
Nel 2012 il gruppo si riunisce e pubblica, nel 2014, l'EP Champagne or Guinness.

## Membri
- Edele Lynch
- Keavy Lynch
- Lindsay Armaou
- Sinéad O'Carroll

## Discografia

### Album
- 1998 – B*Witched
- 1999 – Awake and Breathe
- 2014 – Champagne or Guinness

### Singoli
| Anno | Singolo                      | Posizione in classifica | Posizione in classifica | Posizione in classifica | Posizione in classifica | Posizione in classifica | Album             |
| Anno | Singolo                      | UK                      | IRL                     | USA                     | AUS                     | A                       | Album             |
| ---- | ---------------------------- | ----------------------- | ----------------------- | ----------------------- | ----------------------- | ----------------------- | ----------------- |
| 1998 | "C'est la Vie"               | 1 (2)                   | 1                       | 9                       | 6                       | 23                      | B*Witched         |
| 1998 | "Rollercoaster"              | 1 (2)                   | 2                       | 67                      | 1                       | -                       | B*Witched         |
| 1998 | "To You i Belong"            | 1                       | 4                       | -                       | 35                      | -                       | B*Witched         |
| 1999 | "Blame It On The Weatherman" | 1                       | 9                       | -                       | 48                      | 31                      | B*Witched         |
| 1999 | "Thank ABBA for the Music"   | 4                       | -                       | -                       | 9                       | -                       | ABBA Mania        |
| 1999 | "Jesse Hold On"              | 4                       | 6                       | -                       | 52                      | -                       | Awake and Breathe |
| 1999 | "I Shall Be There"           | 13                      | 29                      | -                       | -                       | -                       | Awake and Breathe |
| 2000 | "Jump Down"                  | 16                      | 26                      | -                       | -                       | -                       | Awake and Breathe |

### Altre canzoni
- 2000 - Mickey (Bring It On soundtrack)
- 2001 - Hold On (The Princess Diaries soundtrack)